# Antonio Roversi
Antonio Roversi (Bologna, 1950 – 15 giugno 2007) è stato un sociologo italiano.

## Biografia
Antonio Roversi nacque a Bologna nel 1950, figlio dello scrittore, poeta e giornalista Roberto Roversi.
All'Università di Bologna cominciò come incaricato di Sociologia presso la Facoltà di Economia e Commercio dal 1993 al 1998, divenendo poi professore associato e successivamente professore ordinario. Passò quindi a Scienze della formazione dove, da novembre del 2005 era direttore del dipartimento di Scienze dell'Educazione.
A Bologna insegnò poi Sociologia della comunicazione e Strategie della comunicazione multimediale.
Come ricercatore si occupò dapprima della teoria sociologica e della storia della sociologia, occupandosi particolarmente di Max Weber e di Norbert Elias, e dal 1985, secondo una sua stessa ammissione, iniziò ad occuparsi di violenza negli stadi e di gruppi ultras, e di sociologia nello sport in generale.
Ha avuto, inoltre, un suo blog, «Byte the Bit», e studiava internet, l'approdo dei suoi ultimi interessi scientifici.

## Opere (lista parziale)
- Senza fissa dimora a Bologna, A. Roversi e Carlo Bondi
- I naziskin italiani. Studio di un caso
- Calcio, tifo e violenza: il teppismo calcistico in Italia
- Max Weber intellettuale della crisi: studi sul rapporto cultura e società, premessa di Franco Ferrarotti
- I gruppi ultras oggi: cambiamento o declino?, A. Roversi e Carlo Balestri
- Argomenti di sociologia, A. Roversi, Leonardo Benvenuti e Giuliano Piazzi (1977)
- Il magistero della scienza: storia del Verein für Sozialpolitik dal 1872 al 1888 (1984)
- Il Verein fur Sozialpolitik e la questione sociale
- La delittuosità a Rimini nel 1996 e 1997, A. Roversi e Asher Colombo (1998)
- Criminalità, sicurezza e opinione pubblica a Rimini (1999)
- Chat line: luoghi ed esperienze della vita in rete (2001)
- Introduzione alla comunicazione mediata dal computer (2004)
- L'odio in rete: siti ultras, nazifascismo online, jihad elettronica (2006)
- Tra vocazione e professione: scritti 1985-2006 (2010)
- Sociologia dello sport, A. Roversi e Giorgio Triani